# Glee: The Music, Volume 2
Glee: The Music, Volume 2 je druhé soundtrackové album amerického televizního muzikálového seriálu Glee. Poprvé vyšlo 4. prosince 2009 v Austrálii pod vydavatelstvím Columbia Records. V Kanadě a Austrálii získalo album platinovou desku a ve Spojeném království a Spojených státech amerických získalo zlatou desku.

## Tracklist
| Seznam skladeb v soundtracku | Seznam skladeb v soundtracku            | Seznam skladeb v soundtracku                                      | Seznam skladeb v soundtracku              | Seznam skladeb v soundtracku |
| Pořadí                       | Název                                   | Autor                                                             | Původní interpret(i)                      | Délka                        |
| ---------------------------- | --------------------------------------- | ----------------------------------------------------------------- | ----------------------------------------- | ---------------------------- |
| 1.                           | Proud Mary                              | John Fogerty                                                      | Creedence Clearwater Revival              | 3:43                         |
| 2.                           | Endless Love                            | Lionel Richie                                                     | Diana Ross a Lionel Richie                | 4:25                         |
| 3.                           | I'll Stand by You                       | Chrissie Hynde, Tom Kelly, Billy Steinberg                        | The Pretenders                            | 3:51                         |
| 4.                           | Don't Stand So Close to Me / Young Girl | Sting / Jerry Fuller                                              | The Police / Gary Puckett & The Union Gap | 2:28                         |
| 5.                           | Crush                                   | Andy Goldmark, Mark Muller, Berny Cosgrove, Kevin Clark           | Jennifer Paige                            | 3:23                         |
| 6.                           | (You're) Having My Baby                 | Paul Anka                                                         | Paul Anka a Odia Coates                   | 2:47                         |
| 7.                           | Lean On Me                              | Bill Withers                                                      | Bill Withers                              | 4:17                         |
| 8.                           | Don't Make Me Over                      | Burt Bacharach, Hal David                                         | Dionne Warwick                            | 3:25                         |
| 9.                           | Imagine                                 | John Lennon                                                       | John Lennon                               | 2:23                         |
| 10.                          | True Colors                             | Tom Kelly, Billy Steinberg                                        | Cyndi Lauper                              | 3:34                         |
| 11.                          | Jump                                    | Alex Van Halen, David Lee Roth, Eddie Van Halen a Michael Anthony | Van Halen                                 | 3:54                         |
| 12.                          | Smile                                   | Lily Allen, Iyiola Babalola, Darren Lewis                         | Lily Allen                                | 3:14                         |
| 13.                          | Smile                                   | Charlie Chaplin, John Turner, Geoffrey Parsons                    | Charlie Chaplin                           | 3:01                         |
| 14.                          | And I Am Telling You I'm Not Going      | Tom Eyen, Henry Krieger                                           | Jennifer Holliday v muzikálu Dreamgirls   | 4:06                         |
| 15.                          | Don't Rain on My Parade                 | Jule Styne, Bob Merrill                                           | Barbra Streisand v muzikálu Funny Girl    | 2:47                         |
| 16.                          | You Can't Always Get What You Want      | Mick Jagger, Keith Richards                                       | The Rolling Stone                         | 3:27                         |
| 17.                          | My Life Would Suck Without You          | Max Martin, Dr. Luke, Claude Kelly                                | Kelly Clarkson                            | 3:31                         |

## Interpreti
- Dianna Agron
- Chris Colfer
- Jayma Mays
- Kevin McHale
- Lea Michele
- Cory Monteith
- Matthew Morrison
- Amber Riley
- Mark Salling
- Jenna Ushkowitz

### Vokály
- Adam Anders
- Kamari Copeland
- Tim Davis
- Tom Eyen
- Emily Gomez
- Nikki Hassman
- Jenny Karr
- Kerri Larson
- David Loucks
- Chris Mann
- Tiffany Palmer
- Windy Wagner

## Datum vydání
| Oblast                 | Datum vydání      |
| ---------------------- | ----------------- |
| Austrálie              | 4. prosince 2009  |
| Kanada                 | 8. prosince 2009  |
| Spojené státy americké | 8. prosince 2009  |
| Japonsko               | 15. prosince 2009 |
| Nový Zéland            | 11. ledna 2010    |
| Mexiko                 | březen 2010       |
| Irsko                  | 12. března 2010   |
| Spojené království     | 15. března 2010   |
| Tchaj-wan              | 20. dubna 2010    |
| Itálie                 | 26. ledna 2011    |